# Karatausuchus
Karatausuchus — вимерлий рід атопозавридових крокодиломорфів. Відомий за єдиним зразком, виявленим у пізній юрі (оксфорд — кіммеридж) Карабастау Світа з околиць Михайлівки в горах Каратау на півдні Казахстану. Типовим зразком є PIN 25858/1, повний, але погано збережений молодий скелет із можливим збереженням м’яких тканин. Він примітний тим, що має понад 90 зубів, але його інші анатомічні деталі важко розрізнити. Довжина цієї особини оцінюється в 160 міліметрів. Karatausuchus був описаний в 1976 році Михайлом Єфімовим, типовим видом є K. sharovi.